# Дудаева, Кристина Ростомовна
Кристина Ростомовна Дудаева (3 августа 1997, Кострома, Россия) — российская женщина-борец вольного стиля, призёр чемпионатов России, мастер спорта России.

## Биография
По национальности — осетинка, её родители уроженцы Ленингорского района Южной Осетии. Родилась в Костроме, вольной борьбой занимается с 2009 года, после того как урок физкультуры в школе посетил тренер по вольной борьбе. В июне 2014 года она завоевала бронзовую медаль чемпионата мира среди кадетов в словацкой Снине. В 2015 году после окончания школы поступила на экономический факультет Санкт-Петербургского университета аэрокосмического приборостроения, также продолжила заниматься борьбой в Санкт-Петербурге. В октябре 2016 года в турецком Чоруме завоевала бронзовую медаль на чемпионате мира среда студентов. В июне 2017 года в Каспийске стала бронзовым призёром чемпионата России. В начале мая 2021 года в Раменском стала чемпионкой России среди студентов. А уже через неделю на предолимпийском чемпионате России заняла 3 место.

## Спортивные результаты
- Чемпионат мира по борьбе среди кадетов 2014 — ;
- Чемпионат мира по борьбе среди студентов 2016 — ;
- Чемпионат России по женской борьбе 2017 — ;
- Чемпионат России по женской борьбе 2021 — ;